# Nils Ljungberg
Nils Ljungberg, var en fagottist vid Kungliga hovkapellet.

## Biografi
Nils Ljungberg anställdes 1 april 1816 som fagottist vid Kungliga hovkapellet i Stockholm och slutade 1 oktober 1818.